# Ричленд (Небраска)
Ричленд (англ. Richland) — селище (англ. village) в США, в окрузі Колфакс штату Небраска. Населення — 70 осіб (2020).

## Географія
Ричленд розташований за координатами 41°26′13″ пн. ш. 97°12′54″ зх. д. / 41.43694° пн. ш. 97.21500° зх. д. (41.436862, -97.214904).  За даними Бюро перепису населення США в 2010 році селище мало площу 0,55 км², уся площа — суходіл.

## Демографія
Згідно з переписом 2010 року, у селищі мешкали 73 особи в 36 домогосподарствах у складі 22 родин. Густота населення становила 132 особи/км².  Було 43 помешкання (78/км²).
Расовий склад населення:
| - 94,5 % — білих - 1,4 % — чорних або афроамериканців - 2,7 % — осіб інших рас |

До двох чи більше рас належало 1,4 %. Частка іспаномовних становила 5,5 % від усіх жителів.
За віковим діапазоном населення розподілялося таким чином: 13,7 % — особи молодші 18 років, 63,0 % — особи у віці 18—64 років, 23,3 % — особи у віці 65 років та старші. Медіана віку мешканця становила 51,8 року. На 100 осіб жіночої статі у селищі припадало 135,5 чоловіків;  на 100 жінок у віці від 18 років та старших — 133,3 чоловіків також старших 18 років.
Середній дохід на одне домашнє господарство  становив 45 909 доларів США (медіана — 43 750), а середній дохід на одну сім'ю — 51 589 доларів (медіана — 50 625). За межею бідності перебувало 30,0 % осіб, у тому числі 63,2 % дітей у віці до 18 років та 14,3 % осіб у віці 65 років та старших.
Цивільне працевлаштоване населення становило 34 особи. Основні галузі зайнятості: виробництво — 29,4 %, роздрібна торгівля — 20,6 %, мистецтво, розваги та відпочинок — 20,6 %.